# Melhania ambovombeensis
Melhania ambovombeensis är en malvaväxtart som beskrevs av Arenes. Melhania ambovombeensis ingår i släktet Melhania och familjen malvaväxter. Inga underarter finns listade i Catalogue of Life.